# Nevado Sajama
A Nevado Sajama egy kialudt rétegvulkán a Középső-Andok nyugati vonulatában. Bolívia legmagasabb hegye. A Sajama Nemzeti Parkban helyezkedik el, az ország délnyugati részén, 16–24 km-re a chilei határtól. A hegy egy egyedülálló kúp. A legutóbbi kitörés ideje bizonytalan, valószínűleg a holocén.
Joseph Prem 1927-ben próbálta megmászni először a hegyet északnyugat felől, de 6200 m-ről vissza kellett forduljon. Több sikertelen kísérlet után Perm Piero Ghiglioneval együtt 1939. augusztusban ért fel a csúcsra a nehezebb délkeleti irányból. Magyarok először 1996 szeptemberében mászták meg.